# Dreptul de a te naște (film din 1952)
Dreptul de a te naște (titlul original: în spaniolă El derecho de nacer) este un film dramatic mexican, realizat în 1951 de regizorul Zacarías Gómez Urquiza, după piesa de teatru radiofonic omonimă a scriitorului cubanez Félix B. Caignet, protagoniști fiind actorii Gloria Marín, Jorge Mistral, José Luis Moreno, Lupe Suárez.

## Rezumat
În Havana, a doua jumătate al anilor 1940, María Elena este sedusă de un bărbat care o lasă însărcinată și o părăsește. Părinții fetei nu doresc ca numele lor să fie dezonorat de fiica lor, așa că o trimit la o fermă îndepărtată. Acolo, sub îngrijirea doicii negrese Mama Dolores, se naște Alberto, pe care bunicul Rafael ar vrea să-l vadă mort. Mama Dolores îl adoptă pe copil și îl educă cu ajutorul unui pretendent al Mariei Elena. Anii trec și Alberto devine un medic renumit...

## Distribuție
- Gloria Marín – María Elena
- Jorge Mistral – Dr. Alberto Limonta
- José Luis Moreno – Alberto Limonta, copil
- José Baviera – don Rafael del Junco
- Gloria Alonso – Matildita, fetiță
- Eugenia Galindo – doamna de don Nicolás
- Martha Roth – Isabel Cristina
- Lupe Suárez – Mamá Dolores
- Bárbara Gil – María Teresa
- José María Linares-Rivas – Jorge Luis Armenteros
- Matilde Palou – dona Clemencia del Junco
- Queta Lavat – Amelia
- Tito Novaro – Alfredo Martínez
- Salvador Quiroz – Don Nicolás
- Manuel Trejo Morales – Ricardo del Castillo
- Adelina Ramallo – Matildita
- Rogelio Fernández – Bruno
- José Escanero – Dr. Pezzi
- Alfredo Varela padre – un doctor (nemenționat)
- Rubén Galindo (nemenționat)

## Melodii din film
- Diente de coco de Félix B. Caignet
- La bayamesa de Sindo Garay